# آسیاب دم ژلو ۱
بقایای آسیاب دم ژلو ۱ مربوط به دوره صفوی است و در شهرستان پل‌دختر، بخش مرکزی، دهستان ملاوی، ۴۰۰ متری شرق روستای دم ژلو واقع شده و این اثر در تاریخ ۲۲ آبان ۱۳۸۶ با شمارهٔ ثبت ۲۰۰۹۸ به‌عنوان یکی از آثار ملی ایران به ثبت رسیده است.